# زنبور سوسکی افسانه‌ای
زنبور سوسکی افسانه‌ای (Ampulex dementor)
زنبورواری است که در تیره زنبورهای وحشی سوسکی قرار دارد. این حشره بومی کشور تایلند است. این زنبور در سال ۲۰۱۴ توصیف علمی گردید. در مجموعه داستان‌های هری پاتر از این زنبور برای ساخت موجودی که روح انسان‌ها را می‌مکید، استفاده شده است.